# Systaria bohorokensis
Espèce
Systaria bohorokensis est une espèce d'araignées aranéomorphes de la famille des Miturgidae.

## Distribution
Cette espèce est endémique de Sumatra en Indonésie. Elle se rencontre dans le parc national de Gunung Leuser.

## Description
La femelle holotype mesure 9,20 mm.

## Étymologie
Son nom d'espèce, composé de bohorok et du suffixe latin -ensis, « qui vit dans, qui habite », lui a été donné en référence au lieu de sa découverte, Bohorok.

## Publication originale
- Deeleman-Reinhold, 2001 : Forest spiders of South East Asia: with a revision of the sac and ground spiders (Araneae: Clubionidae, Corinnidae, Liocranidae, Gnaphosidae, Prodidomidae and Trochanterriidae. Brill, Leiden, p. 1-591.